# Porites astreoides
Porites astreoides är en korallart som beskrevs av Jean-Baptiste Lamarck 1816. Porites astreoides ingår i släktet Porites och familjen Poritidae. IUCN kategoriserar arten globalt som livskraftig. Inga underarter finns listade i Catalogue of Life.